# DxOMark
 (mai 2020).
Le contenu est difficilement compréhensible vu les erreurs de traduction, qui sont peut-être dues à l'utilisation d'un logiciel de traduction automatique.

Logo officiel de DxOMark

DxOMark est un site d’évaluation de smartphones, de capteurs et d’objectifs lancé en 2008,. Basé à Boulogne-Billancourt (France), il appartient à la société française Dxomark Image Labs7.

## Descriptif
DxOMark publie des bancs d’essai de smartphones, de capteurs de réflex numérique et d’objectifs, à destination du grand-public et des fabricants. Les bancs de test sont réalisés au sein des laboratoires de la société indépendante par une équipe d’ingénieurs experts et de techniciens composée de photographes, d’experts caméra, d’ingénieurs du son et d’acousticiens. Les scores se fondent sur une combinaison de mesures objectives et perceptuelles, dans le but de refléter la qualité de performance et la qualité d’expérience de l’utilisateur. La notation est relative, les appareils étant évalués non pas au regard d’une performance idéale, mais les uns par rapport aux autres. Le détail de ces procédures n’est pas rendu public. Cependant, de nombreux éclairages concernant les protocoles de test ont été apportés, notamment via la publication d’articles explicatifs et de reportages,,.

## Histoire
Né au sein de DxO Labs au début des années 2000, le département DxOMark devient en septembre 2017 une société entièrement indépendante. Initialement spécialisé en photo, le laboratoire propose également depuis 2019 un volet audio à ses tests de smartphones,.

## Image

### Capteurs de réflex numérique
Le score DxOMark Sensor évalue plusieurs composantes de la qualité d’image (RAW) livrée par le capteur. La note finale est le résultat d’une pondération des sous-notes suivantes :
- profondeur de couleur (score Portrait), mesurée en bits ;
- plage dynamique (score Landscape), mesurée en Indice de Lumination (IL) ;
- performance en basse luminosité (score Sports), mesurée en équivalents ISO.

Le Perceptual MegaPixel (P-MPix) est également utilisé pour évaluer la résolution fournie par le capteur testé, cette mesure étant considérée par DxOMark comme plus précise et pertinente pour les photographes que d’autres mesures de netteté,,,. 

### Smartphones
En 2011, à mesure que les smartphones prennent le pas sur les compacts, le laboratoire conçoit un protocole de test dédié aux modules photo embarqués. L’année suivante, le score DxOMark Mobile voit le jour, enrichi en 2017 d’une batterie de tests supplémentaires évaluant les performances en très basse luminosité, l’effet de profondeur, le téléobjectif ou encore le bokeh. En 2019, le score est renommé DxOMark Camera.
Le score DxOMark Camera Photo reflète le résultat pondéré des sous-notes suivantes :
- Exposition et contraste
- Couleur
- Autofocus
- Texture
- Bruit
- Artefacts
- Nuit[19]
- Zoom
- Bokeh[20]
- Grand angle[21]

Le score DxOMark Camera Video partage six des sous-notes précédentes (exposition, couleur, autofocus, texture, bruit et artefacts) et y ajoute une sous-note de stabilisation. Les mesures sont réalisées sous diverses contraintes d’éclairage, d’une luminosité basse (1 Lux) jusqu’aux conditions d’une journée ensoleillée en extérieur.
Depuis 2019, DxOMark examine également les modules « selfie » des smartphones, en photo comme en vidéo. Les sous-notes photo évaluent l’exposition, la couleur, l’autofocus, la texture, le bruit, les artéfacts, le flash et l’effet bokeh. Les sous-notes vidéo sont identiques à celles du module arrière.

### Objectifs
Le site propose également des évaluations d’objectifs, testés selon un protocole interne en les associant à divers boîtiers,.

## Écrans
Après s'être longtemps concentrée sur les capacités de capture d'image, des appareils photo puis des smartphones, l'entreprise DxOMark s'est intéressée à la restitution d'image. En effet, le 20 octobre 2020, l'entreprise lance DxOMark Display, un nouveau score d'évaluation de la qualité des écrans de smartphones. Le protocole de test combine des mesures objectives en laboratoire et des tests perceptuels en conditions réelles, selon différents cas d'usage. Le score Display est composé de six sous-scores :
- lisibilité
- couleur
- vidéo
- mouvement
- tactile
- artefacts

## Audio

### Smartphones
À l’automne 2019, DxOMark lance un nouveau banc d’essai pour smartphones consacré aux performances audio,. Les scores reposent sur les résultats du microphone (DxOMark Audio Recording) et des haut-parleurs (DxOMark Audio Playback) embarqués. Les sous-notes sont les suivantes :
- Timbre (réponse en fréquence, qualité de restitution et de captation des aigus, des médiums et des basses, équilibre fréquentiel, corrélation avec le volume)
- Dynamique (précision des basses, attaque, punch, corrélation avec le volume)
- Spatialisation (largeur, équilibre, profondeur, localisation)
- Volume (maximum, minimum, régularité d'incrémentation)
- Artefacts (bruit, effet de pompage, écrêtage, artefacts d’usage, autres artefacts)
- Environnement (directivité, profil du bruit, artéfacts — uniquement applicable à l’enregistrement)

### Enceintes connectées
Le 5 novembre 2020, DxOMark lance un nouveau score de qualité audio des enceintes connectées, baptisé DxOMark Speaker. La société mène des tests objectifs dans la chambre semi-anéchoïque installée dans ses locaux, ainsi que des tests perceptuels dans un appartement aménagé à cet effet. Elle a fait composer des morceaux de musique spécialement pour l'évaluation de la qualité audio, contenant toutes les propriétés sonores nécessaires. Le protocole évalue les enceintes selon les mêmes cinq attributs que le protocole d'évaluation de restitution audio des smartphones : volume, dynamique, timbre, spatialisation et artefacts. Contrairement à celui des smartphones, en revanche, le score DxOMark Speaker n'évalue pas la qualité des microphones, intégrés à certains produits proposant des fonctions d'assistant vocal.

## Analyzer
DxOMark Image Labs exerce également une activité de vente et d'installation de laboratoires d'évaluation photo, de maintenance de matériel et de formation de techniciens, baptisée Analyzer. La société a développé la suite logicielle du même nom à destination des fabricants d’appareils et de la presse spécialisée. Ces outils permettent d’évaluer capteurs, optiques, objectifs, appareils photo, smartphones et tablettes en image (RAW, JPEG) comme en vidéo. Initialement édité par DxO Labs, Analyzer est désormais un produit DXOMARK,.